# Camponotus setitibia
Camponotus setitibia é uma espécie de inseto do gênero Camponotus, pertencente à família Formicidae.